# Thorsten Hermelin
Thorsten Wilhelm Hermelin, född 15 februari 1864 Torsvi församling, Uppsala län, död 1 december 1931 i Sankt Matteus församling, Stockholms stad, var en svensk friherre och jägmästare. Han var brorson till Axel och Olof Hermelin samt svåger till Ewert Wrangel.

## Biografi
Thorsten Hermelin var son till löjtnanten friherre Carl Hermelin och grevinnan Elise Mörner af Morlanda. Han blev elev vid Skogsinstitutet 1885 och utexaminerades därifrån 1887. Samma år blev han extra jägmästare i Pajala revir men fick transport till Norra Piteå revir 1888. År 1891 blev han assistent hos överjägmästaren i Norrbottens distrikt med transport till Mellersta Norrlands distrikt 1 maj 1895. Åren 1895–1899 var han skogsförvaltare hos Björkå ab och 1900–1901 hos Graningeverken. Därpå blev han jägmästare i Junsele revir 1901 och överjägmästare i Skellefteå distrikt 1907 samt slutligen byråchef i Domänstyrelsen 1909, där han tjänstgjorde till 1 april 1931. Åren 1925–1926 fungerade han som tillförordnad överdirektör vid Domänstyrelsen.
Åren 1906–1907 var Hermelin ordförande i Västernorrlands läns skogsvårdsstyrelse. Åren 1901–1908 var han sekreterare hos Föreningen för skogsvård i Norrland och redaktör för dess årsbok; i denna samt i andra skogs- och jakttidskrifter författade han flera uppsatser. Hermelin var ledamot i svensk-ryska Torneälvskommittén 1908–1910, ledamot av Tabellkommissionen från 1909, sakkunnig i Kommerskollegium för frågan om skogsarbetarnas förhållanden 1912 samt sakkunnig i de affärsdrivande verkens löneregleringskommitté beträffande behandlingen av domänfondens personal.
Hermelin var ledamot av Lantbruksakademien och blev riddare av Nordstjärneorden 1911 och kommendör av Vasaorden 1924. 
Thorsten Hermelin var från 1893 gift med Syrena Brännström (1867–1945), dotter till lantmätaren Per August Brännström och Augusta Hollström. Makarna Hermelin fick fem barn och är begravna på Torsvi kyrkogård.